# Camcorder

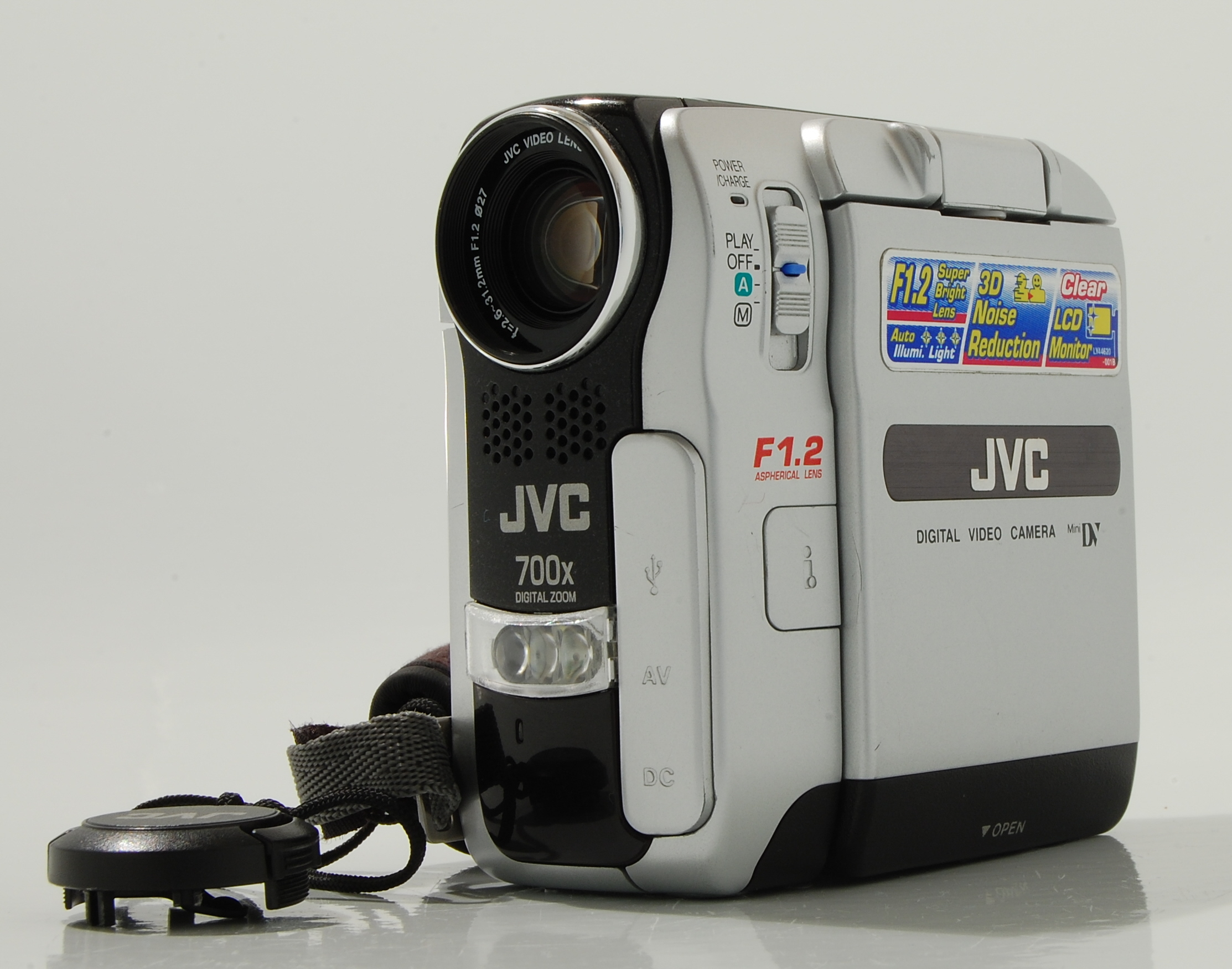
JVC-Camcorder

Un camcorder este un aparat fotoelectronic alcătuit din două componente funcționale distincte: o cameră video și un videorecorder (la origine de tip VCR) integrat.  Camcorder este un cuvânt-valiză englez format din camera (cameră foto sau video) și recorder (aparat de înregistrare).

## Camcorder analog: 1983–1996

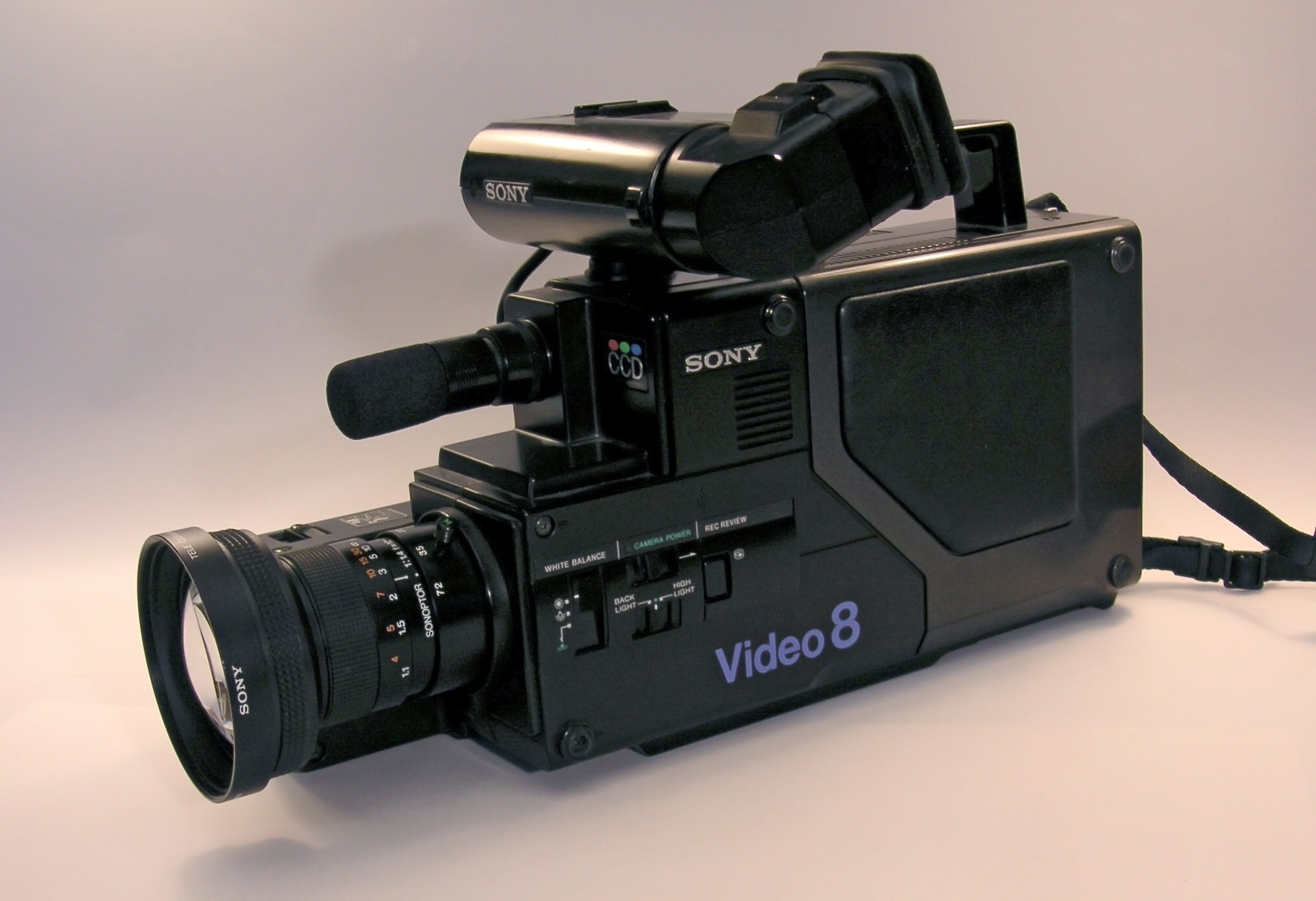
Sony Video-8-Camcorder din prima generație cu suport pe umăr

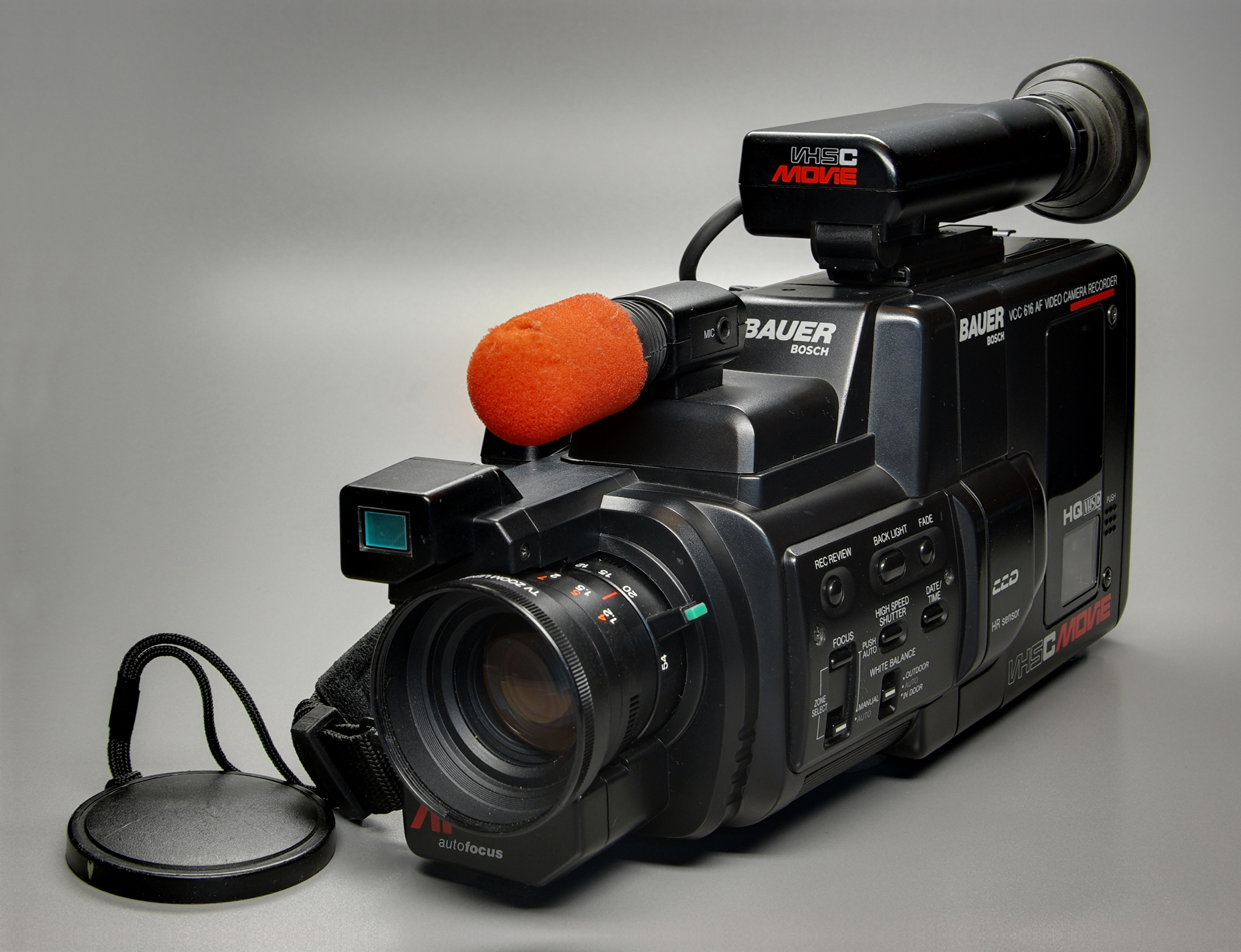
Camcorder de marcă Bauer-Bosch bazată pe VHS-C (replica Panasonic, circa 1985)

## Bandă magnetică: de la VHS la DV

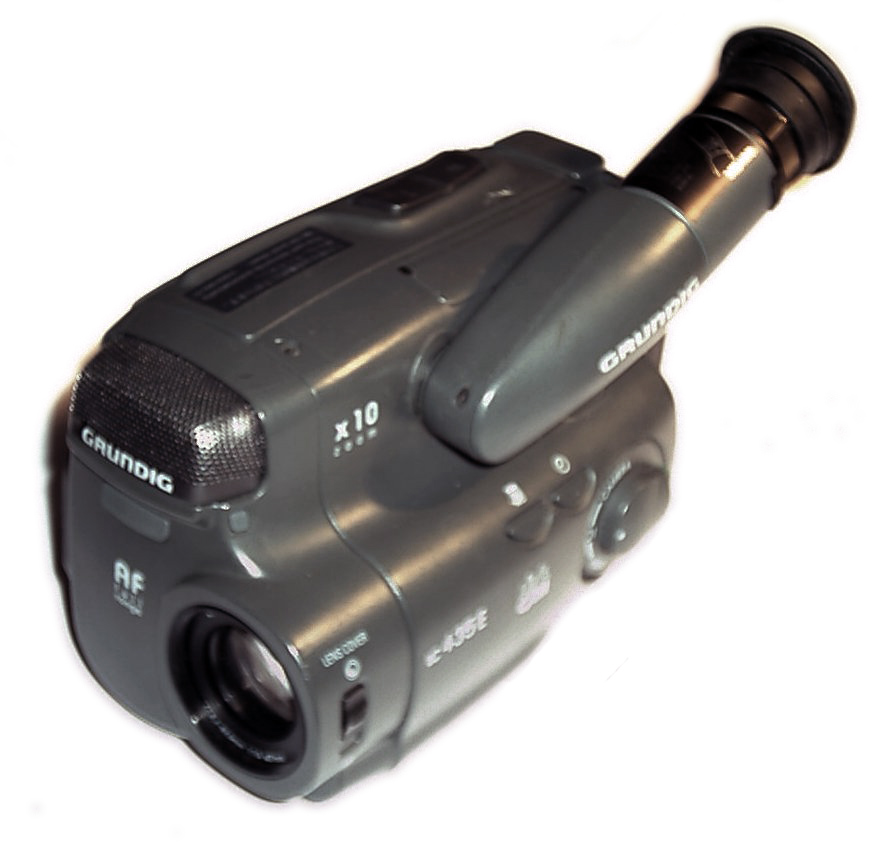
Palmtop-Camcorder de la Grundig replica de la Sony-Traveller-Serie (ca.1995)

## Sisteme digitale noi

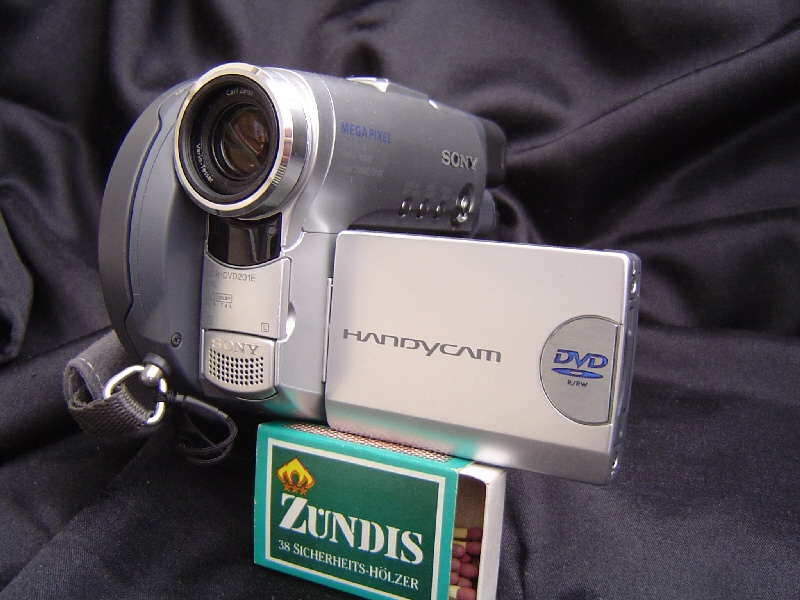
DVD-Camcorder Sony ...

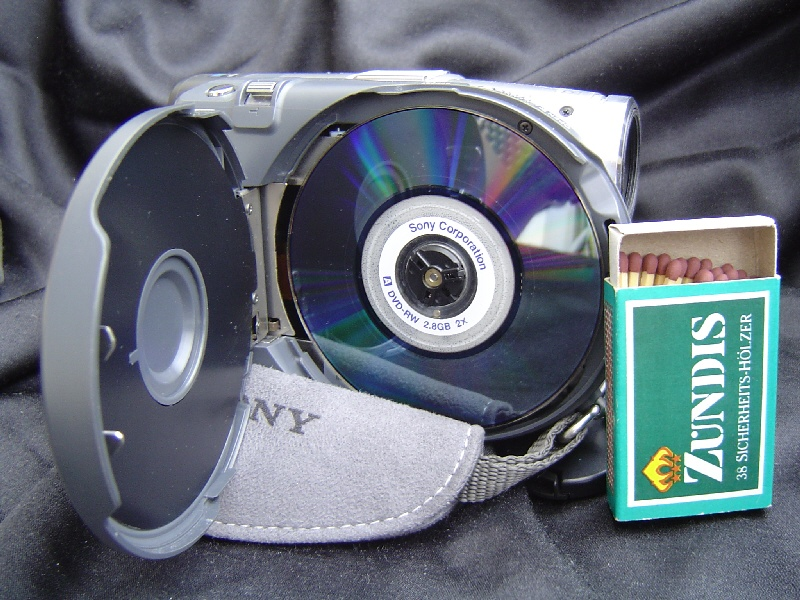
... la cele care se scriu direct pe 8-cm-DVDs